# Calzada de Don Diego
Calzada de Don Diego és un municipi de la província de Salamanca a la comunitat autònoma de Castella i Lleó. Limita al nord amb Barbadillo, a l'est amb Rodillo (Carrascal de Barregas) i Gejo de Doña Mencía (Barbadillo), al sud amb Cubito (Carrascal de Barregas) i Matilla de los Caños del Río i al sud-oest amb Robliza de Cojos i a l'oest amb Canillas de Abajo.

## Demografia
| 1991 | 1996 | 2001 | 2004 |
| ---- | ---- | ---- | ---- |
| 315  | 262  | 245  | 224  |